# Fuguanzhuang
Fuguanzhuang (kinesiska: 富官庄乡, 富官庄) är en socken i Kina. Den ligger i provinsen Shandong, i den östra delen av landet, omkring 180 kilometer öster om provinshuvudstaden Jinan.
Genomsnittlig årsnederbörd är 853 millimeter. Den regnigaste månaden är juli, med i genomsnitt 294 mm nederbörd, och den torraste är januari, med 8 mm nederbörd.